# Eunice Barber
Eunice Barber (Freetown, 17 november 1974) is een voormalige Sierra Leoons/Franse atlete, die de zevenkamp beoefende. Daarnaast kwam zij regelmatig uit op het individuele nummer verspringen. Ze nam viermaal deel aan de Olympische Spelen, tweemaal voor haar geboorteland Sierra Leone en tweemaal voor Frankrijk.

## Loopbaan

### Eerste internationale successen
Barber maakte in 1992 haar internationale debuut op de Olympische Spelen in Barcelona; ze kwam uit op de 100 m horden, het verspringen en de zevenkamp. Op de wereldkampioenschappen van 1995 verbeterde ze op de zevenkamp zes van haar persoonlijke records, om zo uiteindelijk vierde te worden. In 1996 nam ze voor de tweede keer deel aan de Zomerspelen. In Atlanta werd ze vijfde op de zevenkamp, negentiende bij het verspringen en nam ze deel aan de 4 x 100 m estafette; hierop werd het team gediskwalificeerd.

### Wereldkampioene voor Frankrijk
In januari 1999 verwierf Eunice Barber de Franse nationaliteit, het land waar ze sinds 1992 leefde en trainde. Zij nam voor haar nieuwe vaderland deel aan de WK van 1999, waar zij een gouden medaille behaalde na een duel met de Britse Denise Lewis. Bij haar derde deelname aan de Olympische Spelen van Sydney in 2000 gaf ze na vijf onderdelen op de zevenkamp op.
Het jaar 2001 was voor haar het jaar om haar wereldtitel te verdedigen. Maar na drie foute pogingen bij het kogelstoten verkoos ze om op te geven.

### In duel met Carolina Klüft
Het jaar 2003 gaf haar een nieuwe kans om wereldkampioene te worden, maar ze moest haar meerdere erkennen in een nieuwe en getalenteerde atlete, Carolina Klüft (Zweden). Deze verwierf met 7001 punten het goud en niet Barber, die 6755 punten scoorde. Barber won bij het verspringen echter een gouden medaille en pakte zo de wereldtitel, die ze verwierf met haar laatste sprong.
Bij haar vierde deelname aan de Spelen (Athene 2004) kwam ze enkel uit bij het verspringen; in de kwalificatieronde sprong ze de 28e afstand (6,37 m).
Op de WK in 2005 te Helsinki kwam Barber op de eerste plaats te liggen. Uiteindelijk verloor ze die positie toch nog aan de Carolina Klüft, die uitkwam op een score van 6887 punten na een wedstrijd waarin zij, voorafgaand aan het laatste onderdeel, de 800 m, achttien punten achter Barber had gestaan. De Française kwam uit op 6824 punten; die vervolledigde haar palmares door een bronzen medaille te behalen bij het verspringen.
Haar seizoen 2006 begon op een chaotische manier. Ze beet namelijk een Franse agent, werd veroordeeld en kreeg celstraf. Op de Europese kampioenschappen in Göteborg gaf Barber op in de zevenkamp na twee onderdelen (de 100 m horden en het hoogspringen). Ze stond aan de leiding, maar staakte de strijd na een heupblessure.

### Laatste atletiekjaren
In 2007 werd Barber uitgezonden naar de WK in Osaka, maar zij gaf er de voorkeur aan om zich te concentreren op het verspringen. Hierin kwam ze echter niet voorbij de kwalificatieronde, terwijl rivale Carolina Klüft op de zevenkamp boven zichzelf uitsteeg en een Europees recordtotaal van 7032 punten bijeen sprokkelde.
Geplaagd door blessures slaagde Barber er niet in om zich in 2008 te kwalificeren voor de Olympische Spelen van 2008 in Peking. Zij kwam bij het verspringen dat jaar niet verder dan 6,42, onvoldoende om in aanmerking te komen voor uitzending. Ook in het jaar dat volgde slaagde Barber er niet in om ook maar enigszins in de buurt te komen van haar vroegere vorm. Tijdens de Franse kampioenschappen kwam zij bij het verspringen met 6,23 en een vierde plaats in de verste verte niet in de buurt van de kwalificatie-eis voor de WK in Berlijn. Voor de inmiddels 35 jaar oude Eunice Barber leek het eind van haar atletiekloopbaan in zicht.
In 2010 kondigde Barber aan dat zij dit als haar laatste jaar in de atletiek beschouwde en dat zij zich zou beperken tot de 100 m horden. Daarna was zij van plan om te proberen een carrière in de modewereld op te bouwen.

## Titels
- Wereldkampioene zevenkamp - 1999
- Wereldkampioene verspringen - 2003
- Afrikaanse Spelen kampioene verspringen - 1995
- Frans kampioene verspringen - 1996, 1998, 1999
- Frans kampioene hoogspringen - 2006
- Frans indoorkampioene verspringen - 1997, 1998, 1999

## Persoonlijke records
Outdoor
| Onderdeel    | Prestatie                   | Datum                | Plaats   |
| ------------ | --------------------------- | -------------------- | -------- |
| 100 m        | 11,66                       | 25 juli 2006         | Reims    |
| 200 m        | 23,53                       | 3 juli 1999          | Praag    |
|              | 24,32 (NR Sierra Leone)     | 21 juli 1996         | Marietta |
| 800 m        | 2.10,55                     | 27 mei 2001          | Götzis   |
| 100 m horden | 12,78                       | 4 augustus 2001      | Edmonton |
|              | 13,38 (NR Sierra Leone)     | 14 september 1996    | Talence  |
| 200 m horden | 27,47                       | 22 september 1999    | Nantes   |
| hoogspringen | 1,93 m                      | 21 augustus 1999     | Sevilla  |
|              | 1,83 m (NR Sierra Leone)    | 1 mei 1997           | Lamballe |
| verspringen  | 7,05 m (NR Frankrijk)       | 14 september 2003    | Monaco   |
| kogelstoten  | 13,99 m                     | 7 juni 2003          | Arles    |
|              | 12,87 m (NR Sierra Leone)   | 27 juli 1996         | Atlanta  |
| speerwerpen  | 53,10 m                     | 15 juli 2005         | Angers   |
| zevenkamp    | 6889 pnt. (NR Frankrijk)    | 5 juni 2005          | Arles    |
|              | 6416 pnt. (NR Sierra Leone) | 14/15 september 1996 | Talence  |

Indoor
| Onderdeel    | Prestatie                   | Datum            | Plaats          |
| ------------ | --------------------------- | ---------------- | --------------- |
| 60 m         | 7,36                        | 13 januari 2000  | Liévin          |
| 200 m        | 24,01                       | 13 januari 2000  | Liévin          |
| 800 m        | 2.17,60 (NR Sierra Leone)   | 25 februari 1996 | Nogent-sur-Oise |
| 60 m horden  | 8,11                        | 22 januari 2000  | Sindelfingen    |
|              | 8,32 (NR Sierra Leone)      | 9 januari 1997   | Liévin          |
| hoogspringen | 1,80 m (NR Sierra Leone)    | 7 maart 1997     | Parijs          |
| verspringen  | 6,86 m (NR Sierra Leone)    | 14 februari 1998 | Bordeaux        |
| kogelstoten  | 13,05 m (NR Sierra Leone)   | 7 maart 1997     | Parijs          |
| vijfkamp     | 4558 pnt. (NR Sierra Leone) | 7 maart 1997     | Parijs          |
| zevenkamp    | 3901 pnt.                   | 15 januari 1995  | Vittel          |

## Franse records
zevenkamp
1999: 6861 punten
2005: 6889 punten
verspringen
1999: 7,01 m
2003: 7,05 m

## Palmares

### verspringen
Kampioenschappen
- 1995:  Afrikaanse Spelen - 6,70 m
- 1996:  Franse kamp. - 6,66 m
- 1997:  Franse indoorkamp. - 6,50 m
- 1998:  Franse indoorkamp. - 6,86 m
- 1998:  Franse kamp. - 6,90 m (RW)
- 1999:  Franse indoorkamp. - 6,57 m
- 1999:  Franse kamp. - 6,76 m
- 2003:  Europacup - 6,76 m
- 2003:  WK - 6,99 m
- 2003:  Wereldatletiekfinale - 7,05 m
- 2005:  WK - 6,51 m
- 2006:  Europacup - 6,61 m
- 2007: 8e in kwal. WK - 6,51 m

Golden League-podiumplekken
- 1999:  Meeting Gaz de France – 7,01 m
- 2000:  Meeting Gaz de France – 6,77 m
- 2001:  Weltklasse Zürich – 6,97 m

### hoogspringen
- 2006:  Franse kamp. - 1,85 m

### vijfkamp
1997: 6e WK indoor - 4558 pnt

### zevenkamp
1992: 26e OS - 4530 pnt
1992: 14e WJK - 5048 pnt
1993: DNF WK
1995: 4e WK - 6340 pnt
1996: 5e OS - 6342 pnt
1997: DNF WK
1999:  WK - 6861 pnt
1999:  Grand Prix Finale
1999:  IAAF World Combined Events Challenge - 19880 p
2001: DNF WK
2003:  WK - 6755 pnt
2005:  WK - 6824 pnt
2005:  Grand Prix Finale
2005:  IAAF World Combined Events Challenge - 20388 p

### 4 x 100 m
- 1996: DSQ in serie OS

1983 Heike Drechsler ·
1987 Jackie Joyner-Kersee ·
1991 Jackie Joyner-Kersee ·
1993 Heike Drechsler ·
1995 Fiona May ·
1997 Ljudmila Galkina ·
1999 Niurka Montalvo ·
2001 Fiona May ·
2003 Eunice Barber ·
2005 Tianna Madison ·
2007 Tatjana Lebedeva ·
2009 Brittney Reese ·
2011 Brittney Reese ·
2013 Brittney Reese ·
2015 Tianna Bartoletta ·
2017 Brittney Reese ·
2019 Malaika Mihambo ·
2022 Malaika Mihambo ·
2023 Ivana Španović
1983 Ramona Neubert ·
1987 Jackie Joyner-Kersee ·
1991 Sabine Braun ·
1993 Jackie Joyner-Kersee ·
1995 Ghada Shouaa ·
1997 Sabine Braun ·
1999 Eunice Barber ·
2001 Jelena Prochorowa ·
2003 Carolina Klüft ·
2005 Carolina Klüft ·
2007 Carolina Klüft ·
2009 Jessica Ennis ·
2011 Jessica Ennis ·
2013 Hanna Melnitsjenko ·
2015 Jessica Ennis-Hill ·
2017 Nafissatou Thiam ·
2019 Katarina Johnson-Thompson ·
2022 Nafissatou Thiam ·
2023 Katarina Johnson-Thompson
- Bibliothèque nationale de France: cb166455740 (data)
- World Athletics: 14258652
- International Standard Name Identifier: 0000 0003 9123 6731
- SNAC: w69g8834
- Virtual International Authority File: 285081562